# Giorgios Contogeorgis
Giorgios Contogeorgis (Tinos, 21 november 1912 - Athene, 9 november 2009) was een politicus en diplomaat van Griekse afkomst.

## Biografie
Contogeorgis studeerde Politieke en Economische Wetenschappen aan de Universiteit van Athene. Tussen 1941 en 1967 was hij werkzaam op het Griekse ministerie van Economie en Handel. In de laatste drie jaar was Contogeorgis directeur-generaal van het ministerie. Medio jaren zeventig keerde hij terug naar de Griekse politiek. Tussen 1974 en 1977 was hij staatssecretaris voor Economische planning en coördinatie. In 1977 verwierf hij een zetel in het Griekse parlement.
Contogeorgis werd in mei 1980 benoemd tot minister voor betrekkingen met de Europese Gemeenschap. In deze functie was hij verantwoordelijk voor de integratie van Griekenland in de Europese Gemeenschappen. In januari 1981 werd Contogeorgis benoemd tot de eerste Griekse afgevaardigde bij de Europese Commissie. Hij kreeg de portefeuilles vervoer, visserij en toerisme. Contogeorgis werd niet herbenoemd in 1985 en keerde terug naar de Griekse politiek. Tussen 1989 en 1990 was hij gedurende twee korte periodes minister van Nationale Economie en Toerisme.